# Jole Fierro
Jole Fierro (Salerno, 22 novembre 1926 – Roma, 27 marzo 1988) è stata un'attrice italiana.

## Biografia
Caratterista nel cinema a partire dagli anni cinquanta, ha interpretato prevalentemente ruoli in film di genere poliziottesco, storici, drammatici o della commedia all'italiana.
Interprete radiofonica e televisiva da una lunga relazione con Arnoldo Foà, nacque la figlia Annalisa.

## Filmografia

### Cinema
- Capitan Demonio, regia di Carlo Borghesio (1949)
- Il mulatto, regia di Francesco De Robertis (1950)
- La figlia del mendicante, regia di Carlo Campogalliani (1950)
- Figaro qua, Figaro là, regia di Carlo Ludovico Bragaglia (1950)
- Quel fantasma di mio marito, regia di Camillo Mastrocinque (1950)
- Viva il cinema!, regia di Giorgio Baldaccini e Enzo Trapani (1952)
- Nerone e Messalina, regia di Primo Zeglio (1953)
- Il mostro dell'isola, regia di Roberto Bianchi Montero (1954)
- Amarti è il mio peccato (Suor Celeste), regia di Sergio Grieco (1954)
- Tuppe tuppe, Marescià!, regia di Carlo Ludovico Bragaglia (1958)
- Il bell'Antonio, regia di Mauro Bolognini (1960)
- La strada dei giganti, regia di Guido Malatesta (1960)
- L'ultimo zar (Les Nuits de Raspoutine), regia di Pierre Chenal (1960)
- Colpo gobbo all'italiana, regia di Lucio Fulci (1962)
- Le conseguenze, regia di Sergio Capogna (1964)
- episodio Fata Armenia di Le fate, regia di Mario Monicelli (1966) - non accreditata
- Assicurasi vergine, regia di Giorgio Bianchi (1967)
- Per 100.000 dollari t'ammazzo, regia di Giovanni Fago (1967)
- 4 caporali e ½ e un colonnello tutto d'un pezzo, regia di Bitto Albertini (1973)
- La badessa di Castro, regia di Armando Crispino (1974)
- La cugina, regia di Aldo Lado (1974)
- Il bestione, regia di Sergio Corbucci (1974)
- Salvo D'Acquisto, regia di Romolo Guerrieri (1975)
- Natale in casa d'appuntamento, regia di Armando Nannuzzi (1976)
- Pensione paura, regia di Francesco Barilli (1978)
- Il bandito dagli occhi azzurri, regia di Alfredo Giannetti (1980)
- La donna delle meraviglie, regia di Alberto Bevilacqua (1985)

### Televisione
- Più rosa che giallo – serie TV, episodio 1x03 (1962)
- Peppino Girella – serie TV, 1 episodio (1963)
- Questa sera parla Mark Twain, regia di Daniele D'Anza – miniserie TV (1965)
- Le inchieste del commissario Maigret – serie TV, 2 episodi (1965-1968)
- La famiglia Benvenuti – serie TV, episodi 1x03-1x06-2x05 (1968-1969)
- Coralba, regia di Daniele D'Anza – miniserie TV (1970)
- Il sospetto, regia di Daniele D'Anza – miniserie TV (1972)
- Qui squadra mobile – serie TV, episodio 2x05 (1976)
- Il balordo, regia di Pino Passalacqua – miniserie TV (1978)

## Prosa televisiva Rai
- L'amico di Sua Eccellenza, regia di Nino Taranto, trasmessa il 20 aprile 1956.
- Quand l'amour meurt, regia di Nino Taranto, trasmessa il 20 aprile 1956.
- L'orologio a cucù di Alberto Donini  versione televisiva messa in onda dalla RAI il 3 gennaio 1958 sul Programma Nazionale.
- Il conte Aquia, regia di Guglielmo Morandi, trasmessa l'11 settembre 1959.
- I burosauri di Silvano Ambrogi, regia di Ruggero Jacobbi, trasmessa il 17 giugno 1964.